# Sejães
Sejães is een plaats (freguesia) in de Portugese gemeente Oliveira de Frades en telt 249 inwoners (2001).